# Garwood Glacier
Garwood Glacier är en glaciär i Antarktis. Den ligger i Östantarktis. Nya Zeeland gör anspråk på området. Garwood Glacier ligger 576 meter över havet.
Terrängen runt Garwood Glacier är kuperad åt sydväst, men åt nordost är den bergig.  Trakten är obefolkad. Det finns inga samhällen i närheten. 